# (243536) Mannheim
(243536) Mannheim est un astéroïde de la ceinture principale.

## Description
(243536) Mannheim est un astéroïde de la ceinture principale. Il fut découvert le 15 mars 2010 à Moorook par Erwin Schwab. Il présente une orbite caractérisée par un demi-grand axe de 3,11 UA, une excentricité de 0,11 et une inclinaison de 7,7° par rapport à l'écliptique.

## Compléments